# Eugène II de Ligne
Eugène II Frédéric Marie Lamoral, 11e prince de Ligne , né le 10 août 1893 à Breuilpont (Eure) et mort le 26 juin 1960 à Belœil (province de Hainaut), prince d'Amblise et d'Épinoy, grand d'Espagne, est un diplomate et un philanthrope belge du XXe siècle.

## Biographie
Le prince Eugène de Ligne, fils du prince Ernest de Ligne et de Diane de Cossé-Brissac, naît le 10 août 1893 au château de Breuilpont en France. Il est le sixième de neuf enfants,.
Après avoir effectué des études de philosophie et lettres aux Facultés universitaires de Saint-Louis à Bruxelles, il participe à la Campagne de l'Yser en 1914, avec le grade de lieutenant auxiliaire au premier régiment des guides avant d'être adjoint à l'attaché militaire de Paris.
Nommé attaché de légation en 1919, le prince est d'abord adjoint à l'ambassade de Paris. L'année suivante, il réussit l'examen diplomatique avec distinction. Il est envoyé successivement à Bucarest (1920), à Paris (1921) et à Madrid (de 1922 à 1924). Il effectue, en 1924 un voyage au Congo. L'année suivante, il parcourt un long périple en automobile qui le mène avec son épouse jusqu'en Inde, en passant par Constantinople et Bagdad,.
Sur le lac Kivu, Eugène de Ligne et plusieurs associés fondent la société Linéa, active dans les secteurs agricole, minier, communication et construction. Il devient président du comité administratif du parc prince Albert et, en cette qualité, reçoit en 1930 le prince de Galles en visite.
Après la mort de son père, le 23 juin 1937, il devient le 11e prince de Ligne et quitte les États-Unis, où il était conseiller d'ambassade à Washington, pour s'établir au château de Belœil,.
Lors de l'invasion de la Belgique par les Allemands en 1940, le prince Eugène reprend du service et rejoint près d'Anvers le groupe motorisé dont il prend la tête.
Démobilisé, il se consacre avec son épouse à l'approvisionnement du pays et transforme son château de Belœil pour des enfants juifs. Il crée le home de Belœil accueillant des enfants porteurs d'un handicap. Il organise plusieurs expositions artistiques au château de Beloeil.
Après la Seconde Guerre mondiale, il est nommé comme premier ambassadeur de Belgique en Inde indépendante (de 1947 à 1951), où, en raison de leur attrait commun pour la philosophie, il noue une relation amicale avec Nehru. Il tente, en 1947, d'influencer les négociations de paix entre l'Inde et le Pakistan alors en guerre. Eugène de Ligne est ensuite ambassadeur en Espagne (de 1951 à 1955). Il est ensuite, à sa demande, chargé de missions économiques et sociales en Afrique et réside, avec sa femme, durant près de cinq ans dans l'île Idjwi, près du lac Kivu au Congo. 
Le 26 juin 1960, six mois après son retour en Belgique, Eugène de Ligne meurt subitement d'une crise cardiaque dans sa résidence du château de Belœil.

## Titres
Le prince Eugène de Ligne est :
- 11e prince de Ligne
- Prince d'Amblise et d'Épinoy
- Grand d'Espagne

## Décorations
- Chevalier de l'Ordre autrichien de la Toison d'or (1954, brevet no 1263) ;
- Commandeur de la Légion d'honneur[8] ;
- : Chevalier grand-croix de l'ordre d'Isabelle la Catholique (mai 1955)[7].
- Titulaire de huit chevrons de front (Première Guerre mondiale, Belgique)[3] ;
- Juste parmi les nations (1975)[9].

## Vie familiale
Eugène II de Ligne est le fils d'Ernest de Ligne (13 janvier 1857 - Paris Ier † 23 juin 1937 - Bruxelles), 10e prince de Ligne, et de Marguerite Constance Marie Diane de Cossé-Brissac (19 décembre 1869 - Paris VIIIe † 10 avril 1950 - Belœil (Belgique)), fille de Roland (1843 † 1871), marquis de Cossé-Brissac, et de Jeanne Say. 
Eugène II épouse, le 28 février 1917 à Paris, Philippine Marie Cécile Douce de Noailles (23 mars 1898 - Paris † 13 août 1991 - Belœil), fille de François Joseph Eugène Napoléon de Noailles (1866 † 1900), 10e prince de Poix, et de Madeleine Dubois de Courval.
Le couple a quatre enfants, :
1. Baudouin, 12e prince de Ligne ;
2. Isabelle Marie Diane Françoise (14 février 1921 - Bucarest † 11 novembre 2000 - Marbella), mariée, le 13 décembre 1941 à Belœil, avec Carlos de Saavedra y Ozores (18 août 1912 - Madrid † 9 juin 2004 - Madrid), marquis de Villalobar y de Guimarey ;
3. Yolande de Ligne (Yolande Marie Jeanne Charlotte) (née le 6 mai 1923 à Madrid et morte le 13 septembre 2023 à Bruxelles[12]), mariée, le 17 janvier 1950 à Belœil, avec l'archiduc Charles-Louis d'Autriche, fils de Charles Ier, empereur d'Autriche-Hongrie, dont postérité ;
4. Antoine, 13e prince de Ligne : son fils Michel est l'actuel 14e prince de Ligne.